# Ratajów
Ratajów – wieś w Polsce położona w województwie małopolskim, w powiecie krakowskim, w gminie Słomniki.
| SIMC    | Nazwa         | Rodzaj    |
| ------- | ------------- | --------- |
| 0336349 | Kleśnia       | część wsi |
| 0336355 | Ośrodek       | część wsi |
| 0336361 | Pałac         | część wsi |
| 0336378 | Podlesie      | część wsi |
| 0336384 | Ratajów Dolny | część wsi |
| 0336390 | Ratajów Górny | część wsi |
| 0336409 | Zamoście      | część wsi |

W latach 1975–1998 miejscowość administracyjnie należała do województwa krakowskiego.